# Philippi (Nyugat-Virginia)
Philippi település az Amerikai Egyesült Államok Nyugat-Virginia államában, Barbour megyében, melynek megyeszékhelye is. Lakosainak száma 2929 fő (2020. április 1.).

## Népesség
A település népességének változása:

| 2010 | 2 966 |
| 2020 | 2 929 |